# Bùi Ngọc Dương
Bùi Ngọc Dương (1943 – 27 tháng 1 năm 1968) là một anh hùng Lực lượng vũ trang nhân dân Việt Nam.
Bùi Ngọc Dương sinh ra và lớn lên ở Hà Nội. Ông tốt nghiệp kĩ sư xây dựng năm 1966. Sau đó, ông tham gia quân đội, chiến đấu ở miền Nam. Tháng 1 năm 1968, Bùi Ngọc Dương dẫn đội công binh mở đường đánh vào căn cứ chỉ huy của Mỹ ở Khe Sanh.
Trong trận đánh này Bùi Ngọc Dương bị thương ở tay, đã nhờ đồng đội chặt đứt cánh tay để tiếp tục chiến đấu. Lần thứ hai ông bị thương vào chân. Bùi Ngọc Dương được đưa về trạm quân y tiền phương. Tuy nhiên vết thương quá nặng nên hai ngày sau ông qua đời. Ông được coi là La Văn Cầu trong kháng chiến chống Mỹ.

## Vinh danh
Năm 1969 Bùi Ngọc Dương được truy tặng danh hiệu Anh hùng lực lượng vũ trang nhân dân.
Tên ông được đặt cho một phố ở Hà Nội, thuộc quận Hai Bà Trưng, nối từ giữa phố Thanh Nhàn đến phố Hồng Mai.